# Arnona

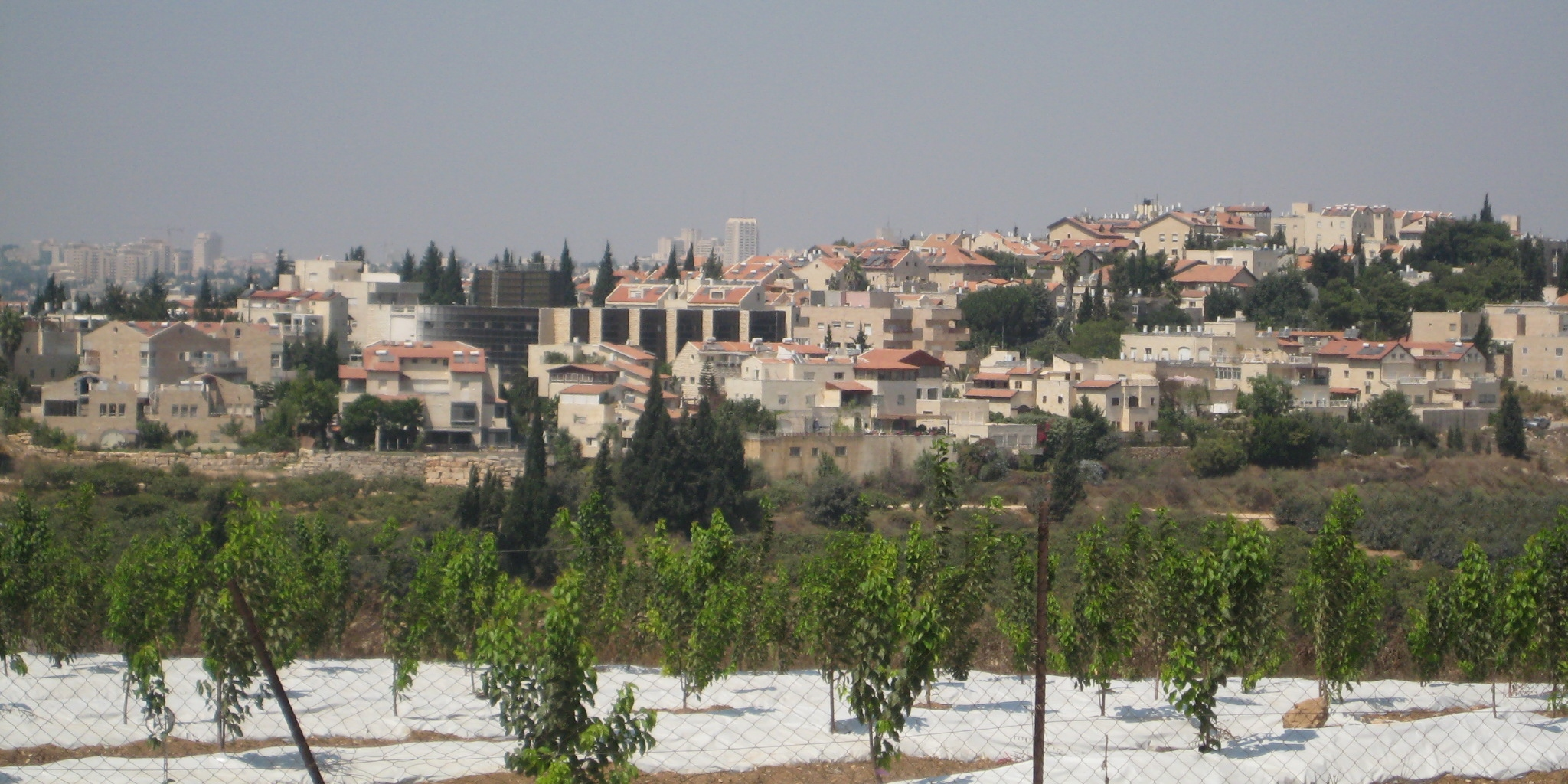
Pohled na čtvrť Arnona z kibucu Ramat Rachel

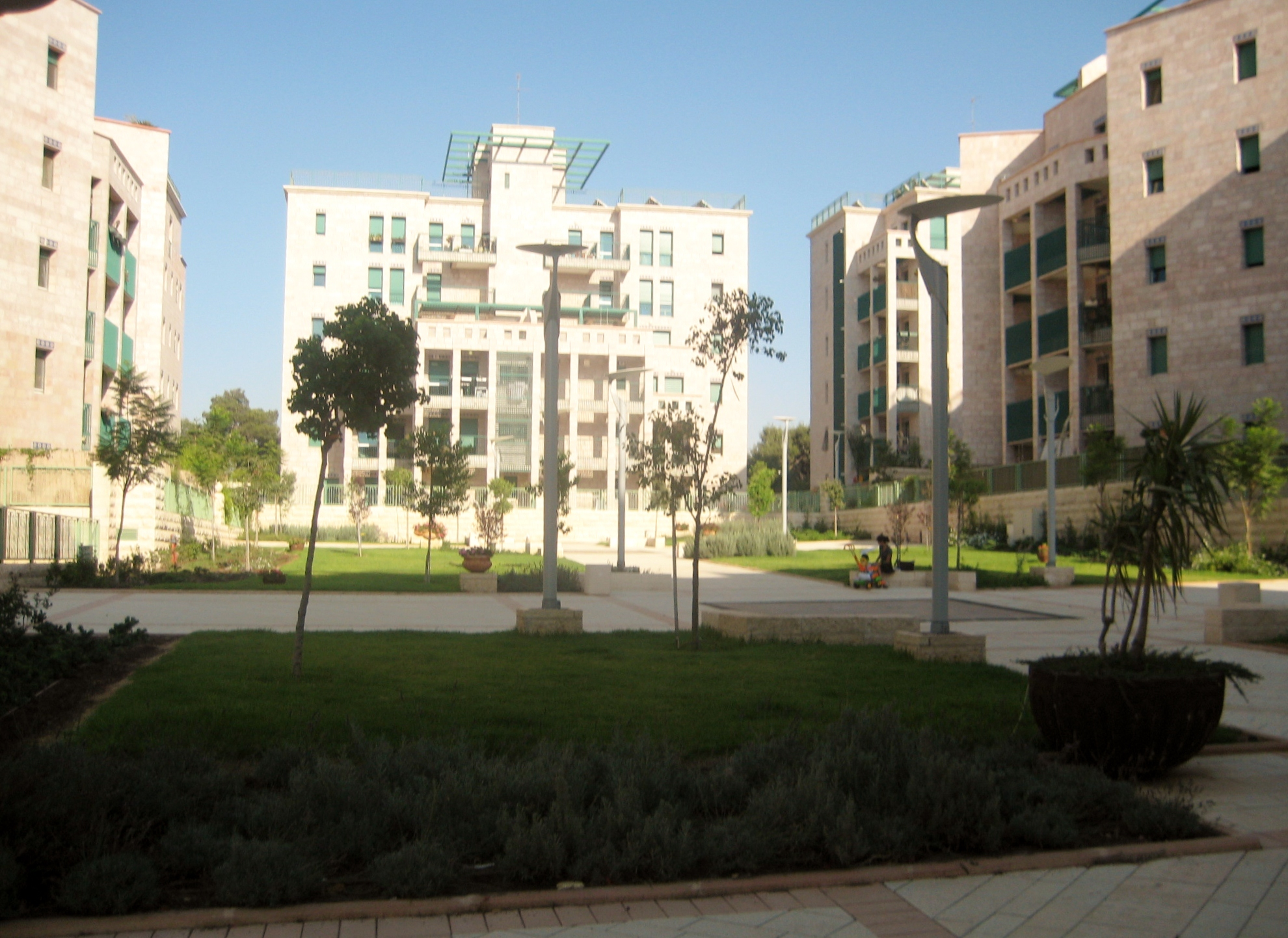
Zástavba v čtvrti Arnona

Arnona (hebrejsky: ארנונה) je městská obytná čtvrť v jižní části Jeruzaléma v Izraeli.

## Geografie
Na severu hraničí s čtvrtí Talpijot, na jihu s kibucem Ramat Rachel, na západě s průmyslovou zónou, za níž stojí čtvrť Mekor Chajim. Leží v nadmořské výšce cca 800 metrů cca 3,5 kilometrů jihozápadně od historického jádra města. Na východ od ní terén prudce spadá do údolí vádí Nachal Darga. Nachází se na okraji území, které ovládl Izrael během války za nezávislost v roce 1948, tedy nedaleko od Zelené linie. Prochází jí silnice číslo 60 (Derech Chevron). Populace čtvrti je židovská.

## Dějiny
Byla založena v roce 1931. Prošla těžkým obdobím během války za nezávislost v roce 1948, kdy se nacházela na frontové linii. Bezpečnostní situace se zlepšila po šestidenní válce roku 1967. Od počátku 21. století prochází čtvrť obnovou. Plánuje se sem přesun amerického konzulátu z centra města. Zástavba má předměstský charakter, s převážně soukromými, individuálně řešenými domy. V okolí probíhá silná výstavba, většinou na pozemcích původně zemědělsky využívaných sousedním kibucem Ramat Rachel. Někdy bývá považována za součást čtvrtě Talpijot.